# Michelle (canção)
"Michelle" é uma canção dos Beatles, lançada no álbum Rubber Soul, em 1965. É composta e cantada por Paul McCartney. Possui algumas partes da letra em francês. Paul tinha a melodia da estrofe desde os tempos de colégio. Nas festas produzidas pela Faculdade de Artes que John cursava, McCartney costumava participar. Nela, havia uma brincadeira de cantar uma música imitando o sotaque francês, na qual Paul participava para ver se obtinha mais sucesso entre as garotas. Na época das gravações de Rubber Soul, John lembrou da canção e sugeriu a Paul a fazer a letra.
No Ivor Novello Awards de 1967, "Michelle" venceu na categoria "obra mais executada" de 1966, à frente de "Yesterday". "Michelle" venceu o Grammy Award para Canção do Ano em 1967, tendo como concorrentes "Born Free", "The Impossible Dream", "Somewhere My Love" e "Strangers in the Night". Em 1999, a Broadcast Music Incorporated nomeou "Michelle" como a 42° canção mais executada do século XX.

## Créditos
- Paul McCartney – baixo, violão, composição e vocais principais
- John Lennon – violão de nylon e vocal de apoio
- George Harrison – violão de 12 cordas , guitarra e vocal de apoio
- Ringo Starr – bateria